# Fritsch (Laborgerätehersteller)
Fritsch GmbH – Mahlen und Messen ist ein deutscher Hersteller von Laborgeräten für die Probenaufbereitung und Partikelmessung aus dem rheinland-pfälzischen Idar-Oberstein.

## Unternehmen
Fritsch wird als Familienunternehmen in der Rechtsform einer GmbH geführt und produziert anwendungsorientierte Laborgeräte, die zur Probenaufbereitung und Partikelmessung in Industrie und Forschung eingesetzt werden. Mit der Zentrale in Idar-Oberstein, vier Vertriebsbüros in den USA, in Russland, Singapur und China, 2 Mitarbeitern in Frankreich, rund 72 Handelspartnern ist Fritsch weltweit vertreten.
Fritsch ist Inhaber von 71 Patenten und gilt als weltweiter Technologieführer. Das Unternehmen wird vom Ministerium für Wirtschaft, Verkehr, Landwirtschaft und Weinbau mit Mitteln aus dem Technologieförderprogrammen der Investitions- und Strukturbank Rheinland-Pfalz (ISB) GmbH gefördert.
Das Unternehmen erhielt 1994 als einer der ersten Laborgerätehersteller das DIN EN ISO 9001 Zertifikat. 2008 wurde Fritsch als (AEO-F) – Authorized Economic Operator zertifiziert und gilt damit gegenüber Zollbehörden als sicherer Handelspartner.
Bis zum 31. Dezember 2019 führte Robert Fritsch die Geschäfte, seit dem 1. Januar 2020 teilen sich Sebastian Fritsch als Geschäftsführer und Maximilian Fritsch als kaufmännischer Leiter die Führung des Unternehmens.

## Geschichte
1920 wurde das Unternehmen als technische Edelsteinhandlung in Idar-Oberstein gegründet. Anfänglich vertrieb Fritsch Achatmörser zur Herstellung von Pulvern an Apotheken und Chemielabors. 1955 spezialisierte sich das Unternehmen auf Probenaufbereitung und Partikelmessung. 1962 meldete das Unternehmen sein erstes Patent an. 1985 stieg Fritsch in den Bereich der Lasertechnologie ein. Ab 2005 agiert das Unternehmen weltweit und eröffnet in Singapur seine erste Tochtergesellschaft. 2014 wurde die neue 4.900 m² großen Produktionshalle in Idar-Oberstein eröffnet.